# Майкл Скофилд
Майкл Ско́филд (Michael Scofield) — один из главных персонажей телевизионного сериала «Побег». Персонаж сыгран актёром Уэнтуортом Миллером.
Майкл поступил в Среднюю школу Мортона Иста в Цицероне, штат Иллинойс. Он выбрал класс Прикладного искусства, в котором была секция по оригами. Здесь он научился точности и терпению. Он был одарённым учеником, который окончил школу с золотой медалью, и также был дипломирован с отличием в степени Бакалавра наук и Магистра наук в Гражданском строительстве от Университета Лойола, Чикаго, после чего он стал успешным инженером-конструктором в фирме «Middleton, Maxwell & Schaum» в центре города Чикаго.

## Способности
Майкл обладает высоким интеллектом; рассматривая какой-либо объект, он мог мысленно обрабатывать каждый его аспект, заметить все детали его строения, он мог использовать их для своей собственной выгоды. Таким образом, он был способен выходить из всех, даже самых трудных ситуаций. В большой мере именно на этом построен сюжет фильма: Майкл мог, рассматривая объекты поблизости, найти способ выхода из любой тюрьмы, каким-то образом используя их.
В эпизоде «Изгой» доктор Сара Танкреди консультируется с психиатром Майкла и узнаёт, что у Майкла болезнь под названием низкий уровень «латентного торможения». Как объяснил Саре психиатр, человек, у которого низкий уровень латентного торможения, не может отсеивать информацию, получаемую органами чувств, так, как это делают остальные. Он не может просто определить объект как лампу и выкинуть это из головы. Вместо этого, он замечает мельчайшие детали лампы и запомнит их все до мельчайших подробностей. Психиатр называет Майкла творческим гением. Его интеллект замечают не только его друзья, но и враги. Он мог составлять чёткие, поэтапные планы, с помощью которых делал небывалые вещи, например он мог забрать какой-нибудь нужный ему предмет из хорошо охраняемого дома.

## История

### Сезон 1
В самом начале телесериала показывается заключительная подготовка плана Майкла по проникновению в тюрьму «Fox River». Он увидел по телевизору, что его брата отправляют в Fox River, план которой он разрабатывал сам будучи инженером. Он наносит последние штрихи карты на свою татуировку. Чтобы попасть в «Fox River», Майкл организует грабёж банка. Затем он отказывается от суда и просит, чтобы его отправили в самую ближнюю тюрьму к дому. Майклу выносят приговор 11 апреля, ровно за месяц до казни Линкольна. Таким образом он попадает в тюрьму к своему брату и начинает осуществление плана.
Первым этапом осуществления плана был поиск болта правильного размера на тюремном дворе, с помощью которого он в дальнейшем смог сделать ключ, которым демонтировал туалет в своей камере. Также он притворился диабетиком, чтобы почаще бывать в медицинском блоке, откуда он и собирался бежать. Далее он устраивает проверку своего сокамерника (Фернандо Сукре) на умение хранить секреты, подложив чёрный кусок мыла в виде телефона в ящик у него на виду. Как и предполагал Майкл, Сукре не выдал «телефон» охране, тем самым доказав, что ему можно доверить план побега. По мере сериала в побеге хотят принять участие как можно больше людей, не все из которых входили в первоначальный план Майкла. О том, что он освободил Ти-Бэга, Майкл будет жалеть все сезоны. В первых 13 эпизодах у Майкла, как замечается, есть определённая цель в каждом эпизоде, которую он должен достигнуть, чтобы построить побег из тюрьмы. Но на последнем этапе побег срывается, за несколько часов до казни Линкольна, на месте где стояла решётка вентиляционной шахты установили прочную и толстую трубу, и Майкл вынужден придумать новый план. В течение сезона появляются определённые сложности, непредугаданные ситуации, из которых кажется, что невозможно выйти, но Майклу удаётся их распутывать и постепенно приближаться к долгожданному побегу.
Также в первом сезоне показано начало отношений Майкла с Сарой Танкреди, доктором тюремной больницы, которая изначально была только частью плана побега. Будучи неравнодушной к Майклу, Сара решается выполнить его просьбу «совершить ошибку» и оставляет открытой дверь больничного кабинета.
В конце концов Майкл сбегает с Линкольном и ещё с шестью заключёнными — (Фернандо Сукре, Джон Абруцци, Бенджамин Майлз Франклин, Теодор Бэгвелл, Чарльз Патошик и Дэвид Аполскис). С тремя последними персонажами братья разошлись сразу, потому что они не входили в планы Майкла и могли поставить под удар всех своими действиями. Теодор Бэгвелл был гнусным, хитрым маньяком. Он надел на свою руку и на Майкла один наручник, а ключ проглотил в ту же минуту, дабы они не пытались «избавиться» от него. Майклу пришлось бежать с ним вместе, увеличивая шансы полицейских поймать их. Абруцци не стал терпеть того, что Бэгвелл задерживает всех, и решил отрубить ему руку топором. Оставленный без шанса на жизнь, Бэгвелл появляется во втором сезоне уже с протезом на руке. Что касается Дэвида Аполскиса, он договорился с Майклом, что перебравшись по ту сторону стен тюрьмы, Аполскис уйдёт своим путём. Он хотел уйти вместе с остальными, но в планы Майкла он не вписывался.

### Сезон 2
Во втором сезоне братьям удаётся скрываться от полиции и «Компании» (в лице агента Алекса Махоуна, наступающего команде на пятки), которая повесила убийство на Линкольна Барроуза. Их также преследует офицер Беллик, бывший охранник тюрьмы Фокс Ривер. Сара Танкреди также попадает в переплёт, её обвиняют в пособничестве беглецам. У Майкла заранее был подготовлен план, забрать спрятанную одежду и машину, отправиться в Юту за заначкой Ди Би Купера. Однако об этой заначке знали все сбежавшие и все встретились в Юте. После долгих поисков и раскопок Бэгвелл обставил всех и забрал с собой все 5 миллионов долларов. За Сарой кто-то охотился после гибели её отца, однако она сумела спастись. Её отец перед смертью оставил ей важную улику, которая должна помочь братьям доказать их невиновность.
Пол Келлерман — агент секретной службы, который в первом сезоне работает на «Компанию», меняет свои приоритеты и ход событий.

### Сезон 3
В третьем сезоне Майкл Скофилд попадает в Панамскую тюрьму «Сона», защищая Сару. Эта тюрьма была местом для убийц, маньяков и из неё почти невозможно было выбраться. «Компания» берёт в заложники Эл Джея и Сару, чтобы Майкл вытащил из «Соны» их агента, некоего Уистлера. На протяжении всего сезона Майклом движет желание освободить заложников. Он чётко идёт к цели, не задумываясь о средствах достижения. В третьем сезоне Майкл всё так же не может спокойно реагировать на страдания других людей. Но в то же время он становится жёстче. Уистлер представляется ему как простой рыбак, попавший в такое же безвыходное положение, как и он сам. Если до смерти Сары он готов не задумываясь выполнить требования Компании, то после её смерти и ближайшего знакомства с Уистлером он начинает задумываться, так ли верен его девиз «Цель оправдывает средства». Ему жаль отдавать Уистлера Компании, так как он понимает, что того убьют. После того, как Уистлер сознаётся, что Компания велела ему убить Майкла, их отношения становятся ещё теплее. План побега многократно меняется, но Майклом движет месть за смерть Сары. В «Соне» Майкл подружился с 17-летним парнем. Он чувствует ответственность за него и берёт с собой во время побега, хотя парень явно будет являться обузой. Казалось, из этой тюрьмы невозможно было выбраться, однако Майкл просчитал все детали и придумал блестящий план побега. Выбравшись из «Соны», Майкл хочет произвести обмен, в процессе которого выясняется, что Уистлер — не беспомощная жертва, а активный участник происходящего с Майклом. Майкл прощается с Линком и, движимый жаждой возмездия, отправляется за Уистлером и Гретхен. В итоге Уистлер будет убит одним из агентов Компании.

### Сезон 4
В этом сезоне выясняется, что Сара жива, так как сбежала от Гретхен в Панаме. Некий агент Дон Селф предлагает Майку, Линку, Махоуну, Сукре, Беллику и программисту Роланду выкрасть устройство, которое может уничтожить Компанию (это «Сцилла», на которой хранятся отчёты о всех операциях компании) в обмен на свободу. Майклу придётся пережить многие трудности, прежде чем им удастся взять «Сциллу» и передать её в нужные руки.

### «Смерть»
Майкл Скофилд якобы умер от высокого напряжения, замкнув цепь, дабы спасти Сару. Датой смерти является 4 ноября 2005 года. На могиле Майкла написано: Майкл. Джей Скофилд. Муж, Отец, Брат, Дядя, Друг. Хочешь изменить мир — начни с себя. Майкл Скофилд похоронен на пляже, где проходила его свадьба с Сарой Танкреди. Впрочем, стало известно о выходе нового сезона сериала, сюжет которого продолжает основную линию. Майкл Скофилд, так же как и его брат — Линкольн Берроуз, будет присутствовать в сериале. Сцена со смертью Майкла не показана в сериале, увидеть этот момент можно в отдельном фильме «Побег из тюрьмы: Финальный побег», но прямо его смерть все равно не показывают. В пятом сезоне выяснилось, что смерть Майкла была инсценировкой.

### Сезон 5
В 5 сезоне Майкл попадает в тюрьму Огигия в Йемене под именем Каниэля Аутиса, работая на человека по прозвищу «Посейдон», он пытается сбежать из тюрьмы вместе с Абу Рамалом (лидером террористической организации ИГИЛ). Узнав, что Майкл жив, Линкольн вместе с Си-Ноутом отправляются в Йемен, чтобы спасти его и отправиться домой.
В итоге выясняется, что Майкла заставила пойти на инсценировку смерти забота о близких: у Пола Келлерманна не было законных полномочий на оправдание команды героев, поэтому Майкл заключил сделку с агентом ЦРУ «Посейдоном» и стал его неофициальным напарником, чтобы оправдать своих близких. Однако «Посейдон» неожиданно влюбился в Сару и, чтобы заполучить её, подставил Майкла и отправил в тюрьму Огигия, а сам впоследствии женился на Саре и стал приёмным отцом Майкла-младшего.
Линкольн спасает брата, сообщает обо всём Саре и они вновь объединяют усилия, чтобы остановить «Посейдона». В итоге они в этом преуспевают, и Майкл, полностью оправданный, возвращается домой, а «Посейдон» попадает в Фокс-Ривер в камеру к Ти-Бэгу, у которого есть своя вендетта против злодея…